# Casa Simamet
La Casa Simamet és un edifici de Boí al municipi de la Vall de Boí (Alta Ribagorça) protegida com a bé cultural d'interès local.

## Descripció
Es tracta d'una important casa pagesa estructurada al voltant de l'era, aixecada sobre el nivell del carrer.
L'edifici principal és el de major dimensió i té l'habitatge al primer pis, sobre el carrer, amb una part baixa suportada per una volta rebaixada que deixa passar el carrer per sota -amb dovelles de pedra del país, irregulars i de punta. Unes bigues de fusta ajuden a suportar el pes-.
A la planta baixa hi ha corts i la coberta és a dues vessants sobre el carrer i l'era.
Al costat nord de l'era hi ha un antic cobert reformat com a habitatge i tanca l'era, que conserva el paviment original, un altre cobert pel costat oest. A l'exterior de la muralla, que tanca l'edifici principal pel costat nord, hi ha un altre paller.
El conjunt és de gran qualitat, només alterada per la façana reformada i el vessant de coberta nou de l'edifici tapat.